# Dmitri Glujovski
Dmitry Alekséievich Glukhovsky(en ruso: Дмитрий Алексе́евич Глуховский; Moscú, Rusia, 12 de junio de 1979) es un escritor y periodista ruso conocido por el éxito de la novela de ciencia ficción y fantasía posapocalíptica Metro 2033 y sus secuelas. El éxito de su primera novela ha dado origen a una franquicia conocida como Metro (Метро) popular en diversos géneros como novelas o videojuegos y en muchos países. 

## Biografía
Nacido y criado en Moscú, durante los últimos años de la Unión Soviética, desde 1985 hasta 1995 cuando finalizó, estudió en la escuela número 1231 del distrito Arbat en el centro de Moscú donde estudió como segundo idioma francés. Cuando terminó la escuela y tenía que elegir una universidad quería irse al extranjero a estudiar. Sin embargo, las universidades del Reino Unido o Francia eran opciones muy caras. Sin embargo, estudiar en Israel era la opción más económica y con un sistema educativo de calidad además de no resultar extraño el idioma hebreo de Israel, ya que su padre es judío, aunque él se siente como un «ruso occidentalizado». Su padre, Alekséi Marátovich Glukhovsky, es periodista y traductor de poesía serbia al ruso.  
Entonces estudió para ser periodista, siendo licenciado en «Periodismo y relaciones exteriores» por la Universidad de Jerusalén. Además de hablar ruso y aprender francés y hebreo, también habla inglés y español. Se declara como internacionalista y enemigo de los nacionalismos.

Mapa de la red de líneas y estaciones del metro de Moscú.

De 2002 a 2005, trabajó para EuroNews en Lyon (Francia), después de lo cual regresó a Moscú para el nuevo canal de televisión Russia Today. Durante los siguientes tres años, viajó por medio mundo, fue corresponsal de guerra en Israel y Abjasia, ha participado en programas de radio de la emisora Eco de Moscú, visitó el cosmódromo de Baikonur, la zona de exclusión de la central nuclear de Chernóbil, así como en el polo norte en julio de 2007. Colaboró con los medios de comunicación europeos: la emisora de radio alemana Deutsche Welle y el canal de televisión británico Sky News.     
Glukhovsky empezó a escribir con diez años, cuando estaba en el colegio. A los 17 años su inspiración vino mientras iba y venía en el enorme metro de Moscú y las historias relacionadas como la red secreta Metro-2 o el sistema subterráneo como refugio ante una guerra nuclear. Su primera novela describe las consecuencias de una guerra atómica, una tercera guerra mundial, en un futuro distópico en el año ficticio de 2033. Tras dos décadas del fatal desastre, un joven soldado ruso de nombre Artyom, trata de sobrevivir en los túneles en forma de laberinto del metro de Moscú donde se protegen miles de personas como si fuera una Arca de Noé, conservándose una cierta civilización tras la hecatombe. Sin embargo, diferentes tribus van ocupando diferentes estaciones de metro, desde nazis, comunistas, sectas religiosas, capitalistas, chechenos, georgianos o bandidos, en forma de crítica social y sátira de la sociedad rusa del momento. Glukhovsky es además un crítico activo de la política del gobierno de Rusia en las últimas dos décadas.

“Metro 2033”, como otros de mis libros, tiene varias capas. Sí, es un thriller con mucha acción, pero los personajes son guiados por mis ideas, no por meras circunstancias. Cada detalle del argumento ilustra una cuestión moral o filosófica.
Dmitry Glukhovsky 

Entrevista a Fantasymundo en 2009

Envió el borrador a seis editoriales pero todas rechazaron el libro, una de ellas insatisfecha de que el protagonista muriese de repente. Así que, en 2002 publicó la novela en una página web y tres años después en LiveJournal, con trece capítulos, titulada inicialmente como Меtро (Metro). La novela, fue publicada de manera gratuita y libre, capítulo a capítulo, con una banda sonora y unos fondos gráficos para ayudar a ambientar la historia, acabó convirtiéndose en un experimento interactivo que atrajo a miles de lectores. El uso de internet para promocionar su obra y su idea de utilizar otros medios como los videojuegos para poder llevar su historia a todos los públicos, es uno de sus grandes aciertos.
Después del éxito inicial, en 2005 la editorial rusa Eksmo (Эксмо) -una de las mayores editoras de Rusia- publicó el libro con el título de Metro 2033 (Метро 2033). La publicación consiguió un gran éxito de ventas con más de un millón de ejemplares. Fue reimpreso dos años después con una nueva editorial rusa, Literatura Popular (Популярная литература).

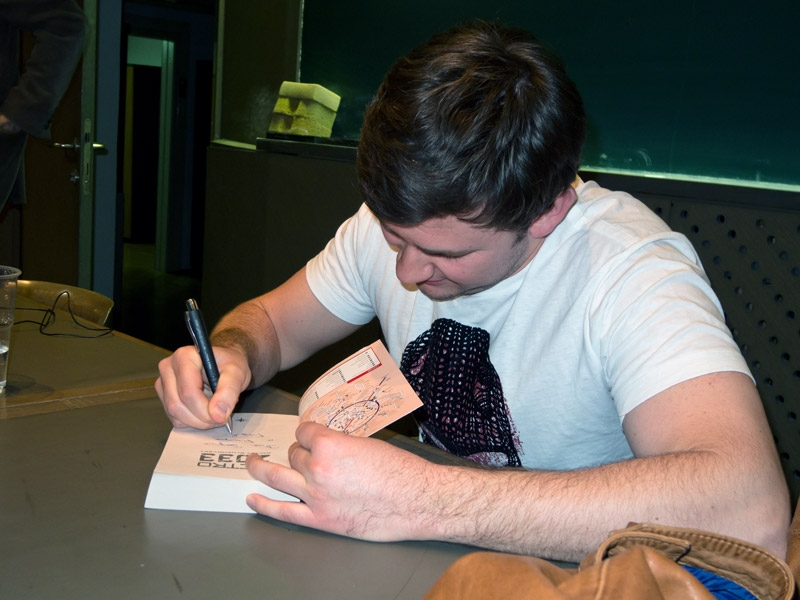
Glujovski firmando una dedicatoria en un libro de «Metro 2033» en 2015. Se puede ver la contraportada un fondo de mapa de metro.

En 2007, Glukhovsky fue reconocido internacionalmente por su primera novela en uno de los premios europeos de ciencia ficción, en el concurso en Copenhague de la reunión anual europea de ciencia ficción llamada Eurocon. Ese año publicó su segunda novela, Crepúsculo (Сумерки), aunque también la publicó en internet como experimento artístico, su trama no tenía nada que ver con la primera novela. Tiene como protagonista a un traductor, Dmitry, quien recibe el encargo de traducir una docena de páginas cortadas de lo que parece ser un libro de varios siglos de antigüedad relacionado con el Imperio Español. Dmitry descubre que el libro es un diario de una expedición de conquistadores del siglo XVI, y lee la historia capítulo a capítulo, reuniendo la traducción entera en casa. Finalmente, la historia comienza a penetrar en su realidad, y amenazar su vida.

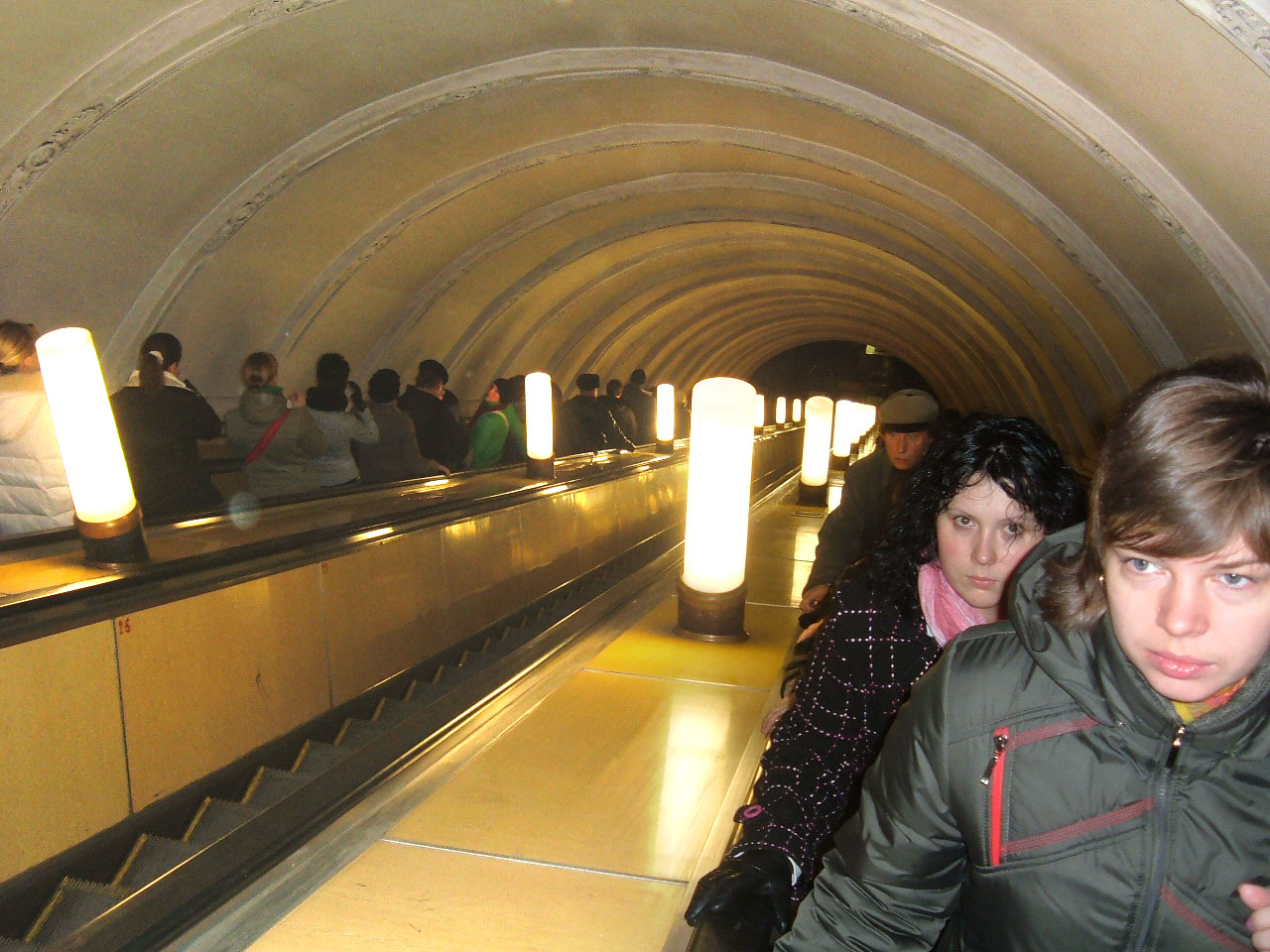
Imagen desde una de las famosas escaleras mecánicas que suben y bajan en una de las estaciones del centro del metro de Moscú.

En 2009, se vendieron -solo en Rusia- más de 400.000 copias de Metro 2033. Los derechos del libro se vendieron a más de 20 países. Ese año Metro 2034, la secuela de Metro 2033, vendió unas 300.000 copias en solo seis meses, convirtiéndolo en el mayor éxito local de una novela en Rusia ese año. Realmente no fue una secuela propiamente dicha, sino que era una obra derivada, donde daba protagonismo a personajes secundarios de la primera novela, pero no continuaba la trama principal. Fue publicado en internet de manera gratuita en la página web Metro 2034, donde más de un millón de visitantes leyeron el texto. Glukhovsky convirtió el libro en un proyecto artístico, invitando al famoso músico ruso Dolphin a componer una banda sonora para la novela, mientras el artista Antón Grechko realizó una serie de pinturas al óleo para ambientar la obra.
En 2010, publicó una serie de 16 historias cortas sátiras y absurdas, con una portada provocadora como si fuera un libro sobre los pioneros soviéticos cuando en realidad son historias que pretenden servir como crítica a la sociedad rusa, la corrupción, el nacionalismo, la propaganda y el poder, llamado Historias de la Patria (Рассказы о Родине).

No doy respuestas específicas, pero sugiero a los lectores que reflexionen sobre las preguntas: qué es nuestra Patria, qué es el patriotismo ruso, qué es el poder y quién realmente gobierna nuestro país.
Dmitry Glukhovsky
Entrevista en RIA Novosti.

En 2013, publicó en internet Futu.re como es habitual acompañado con una banda sonora y gráfica, disponible en internet en la red social de VK. El libro, con una trama sobre la humanidad en futuro lejano en un país imaginario llamado Europa Unida donde se ha alcanzado la inmortalidad pero que para tener un hijo debe morir o convertirse en disidente para evitar la superpoblación humana. Su historia está ambientada en parte en una Barcelona en un futuro ficticio. No contó con un gran éxito comercial aunque, por ejemplo, la página rusa especializada en ciencia ficción y fantasía, Mir Fantástiki, la catalogó como la mejor ficción rusa del año en 2014.
En 2015, presentó Metro 2035, la continuación de la historia de Metro 2033, aprovechando el trabajo para elaborar el guion del videojuego Metro Last Light. En esta publicación el protagonista asume la responsabilidad de sus acciones cometidas en 2033. En busca de la expiación emprende una nueva aventura durante la cual descubre que los restos de la organización política de Moscú sobreviven secretamente entre las actuales «naciones independientes» que viven en las distintas líneas del metro y descubre que no son los únicos sobrevivientes del infierno nuclear. Continúa el retrato en el fondo del cambio profundo de la sociedad rusa durante los últimos 25 años, después de los miedos y las esperanzas tras la caída de la Unión Soviética.

## Obra

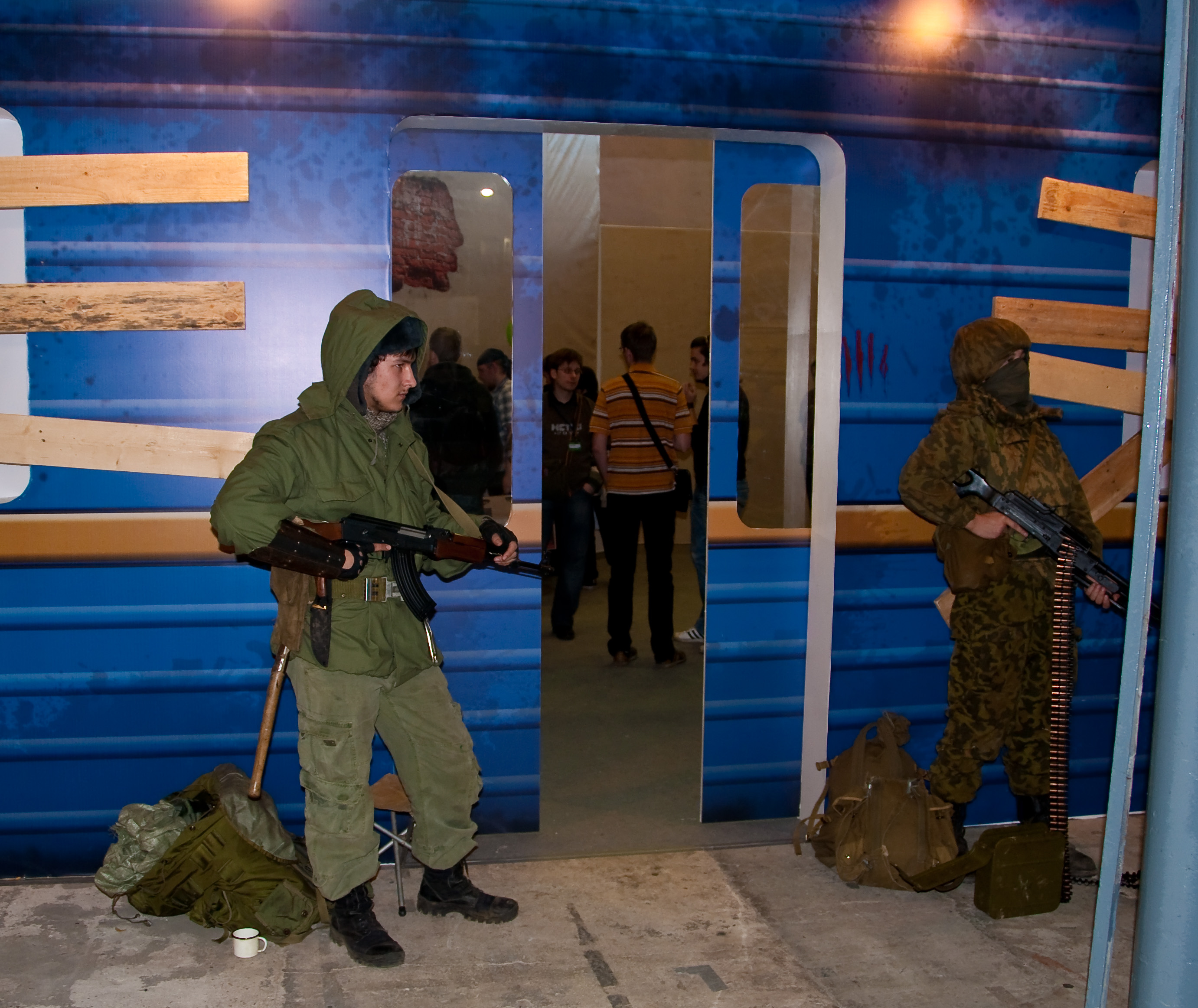
Un escenario para recrear la ambientación apocalíptica de «Metro 2033» en IgroMir en 2009.

### Libros
Glukhovsky ha publicado -en orden cronológico- los siguientes libros:
- 2002, Metro 2033 (Метро 2033).
- 2007, Crepúsculo (Сумерки).
- 2009, Metro 2034 (Метро 2034).
- 2010, Historias de la Patria (Рассказы о Родине).
- 2013, Future (Будущее).
- 2015, Metro 2035 (Метро 2035).
- 2017,  Texto (Текст).

Además de estas novelas, ha publicado muchas historias cortas.

### Películas
Sobre la obra de Glukhovsky, se han adaptado para películas los títulos:
- 2019, Texto (Текст), una película rusa de suspenso basada en la adaptación de la novela homonimia de 2017.
- 2020, Topi (Топи), una serie de suspense basada en un guion del escritor.[17]
- Metro 2033, basada en el libro más famoso del autor en un principio The Hollywood Reporter anunció su rodaje en 2012 con la productora estadounidense Metro-Goldwyn-Mayer con el productor Mark Johnson.[18] En 2016, Variety volvió a anunciar el acuerdo para grabar la película con un nuevo equipo.[19] Sin embargo el proyecto se canceló, ya que según el escritor, la idea de adaptar la novela y «americanizarla», con el cambio de Moscú por Washington D. C., y otros cambios que consideraba alteraba el mensaje de su obra sobre «tribalismo, nacionalismo y miedo infundado al extranjero» era desvirtuar su obra.[20] En 2019, The Hollywood Reporter volvió a publicar el próximo rodaje de una nueva película de acuerdo a los principios de Glukhovsky, esta vez con una nueva productora rusa, Gazprom Media.[21]

### Videojuegos
Glukhovsky es un amante de los videojuegos y de su valor artístico, según mismo declaró en una entrevista: «Yo creo que son arte y cultura, claramente.» Cuando publicó en internet su primer borrador, tuvo contacto con Andrei Proharov, parte del equipo creativo de la desarrolladora ucraniana 4A Games, para adaptar su novela aun cuando era un proyecto experimental llamado Metro en internet y no se había llegado a publicar el libro. Tras varios años, publicaron éxito Metro 2033 (2010), juego que utilizaba el horror y claustrofobia pero que mantenía más o menos la trama del libro, con el agrado del escritor y que ha sido el pilar para los siguientes videojuegos.
Para el segundo videojuego de la desarrolladora, Metro Last Light (2013) participó en el guion, algo que de paso le ayudaría en su siguiente novela posteriormente. En una entrevista a aprovechó para describir cómo valoró la adaptación del videojuego, así como su visión de una obra colaborativa: «Es toda una oportunidad para contar la historia a mi manera, y no creo que los videojuegos van a dañar mi querida propiedad intelectual; al contrario, me han ayudado a promover mi obra».
Un año después se publicó Metro Redux, una versión con mejores gráficos, corrección de errores, una mejor inteligencia artificial y otros pequeños aportes sobre los dos primeros videojuegos, especialmente del primero.
Metro Exodus (2019) es el tercer videojuego de la serie donde también colaboró y, a diferencia de los otros dos juegos anteriores más lineales, es un mundo abierto donde se abandona el subsuelo.

### Universo Metro

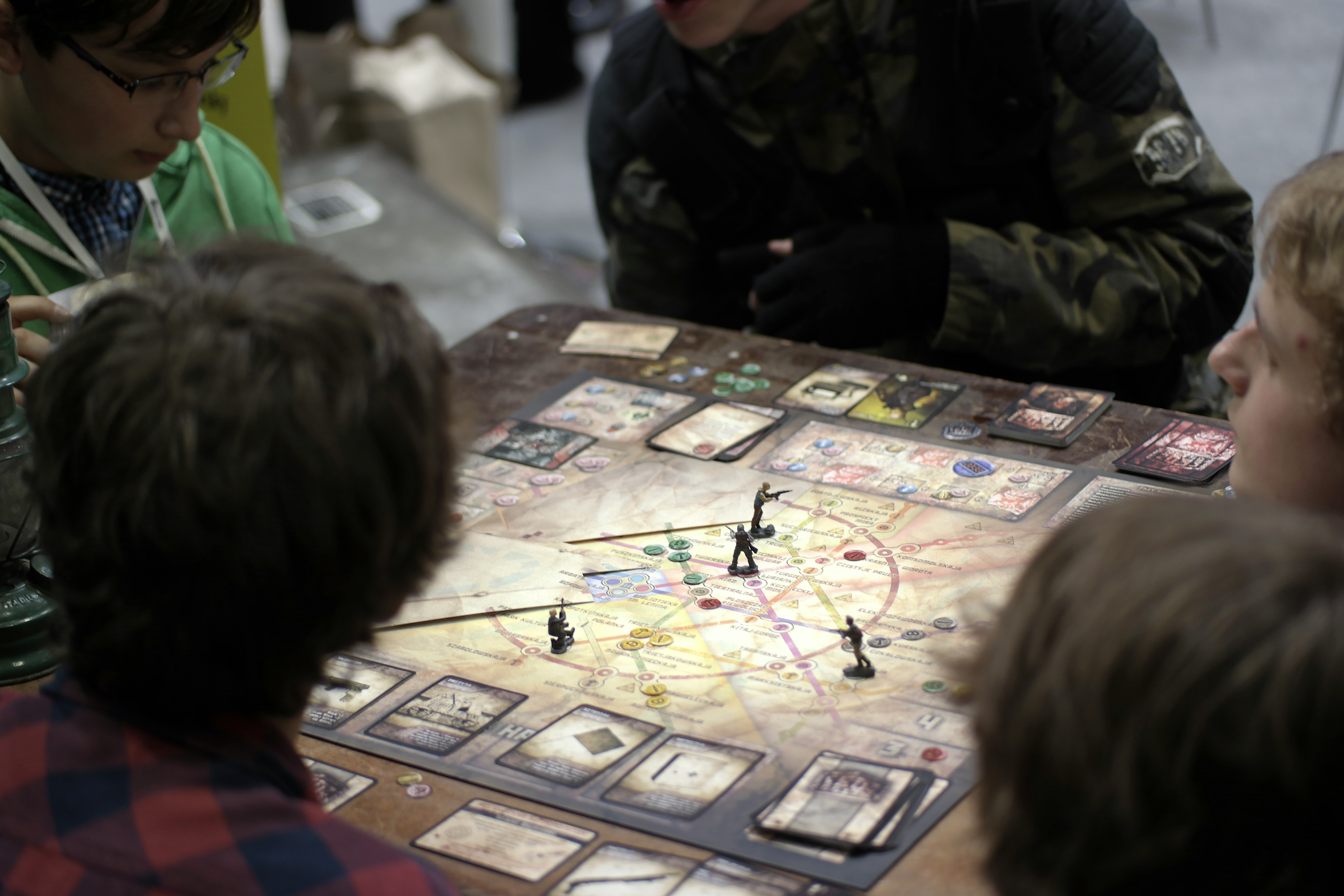
Una partida en un juego de mesa basado en Metro 2033. Se puede ver el tablero en forma de mapa de metro.

La obra de Glukhovsky a partir de su primera novela se hizo muy popular en la ciencia ficción y fantasía tanto que ha dado origen a una franquicia originada a partir de su primera novela. Ha servido de inspiración a cientos de historias cortas ambientadas en grandes metros de otras ciudades o en otros ambientes como catacumbas, por escritores noveles de muchas partes del planeta, además de juegos de mesa o más de una treintena de novelas de otros autores.

### Influencias
No sólo hay influencia de la historia reciente rusa en la obra de Glukhovsky. Su saga metro, se puede englobar dentro de la literatura posapocalíptica en lengua rusa, con la obra Picnic extraterrestre (1972), de los hermanos Arkadi y Borís Strugatski, donde un fenómeno extraterrestre producía la aparición de varias criaturas y fenómenos paranormales. Esta obra sirvió de inspiración a la película de ciencia ficción Stalker (Сталкер) de Andréi Tarkovski (1979). 
Y esta película soviética impactó con fuerza, ha dado origen a muchas historias y novelas o videojuegos como S.T.A.L.K.E.R.:Shadow of Chernobyl (2007), aunque aquí la trama se desarrolla tras unos experimentos secretos en la central nuclear de Chernóbil. Glujovski se declaraba en una entrevista como fan de S.T.A.L.K.E.R. y también de los videojuegos de Fallout, ambientadas ambas en los restos de un desastre nuclear con una sociedad superviviente.

Mi favorito de todos los tiempos es el Civilization, y me gustan los Warcrafts y los Command and Conquer, sobre todo las primeras partes. Y por supuesto, Fallout, el sagrado juego que me dio la inspiración para Metro 2033.
Dmitry Glukhosky

entrevista en Fantasymundo (2009)

Glujovski en una entrevista mencionaba como autores preferidos los latinoamericanos Gabriel García Márquez, Jorge Luis Borges y Julio Cortázar, aparte de Boris Vian, Franz Kafka, Bradbury, Lem además de los hermanos Strugatski.

## Premios
- 2007 - premio «Inspiración» (Encouragement) de la Sociedad Europea de Ciencia Ficción en el concurso Eurocon por Metro 2033».
- 2016 - premio «Ciencia ficción del año» (Фантаст года) (para el mayor éxito comercial) de la sociedad rusa RosCon.[29]